# Equipo de Copa Davis de Rumania
El equipo rumano de Copa Davis es el representante de Rumania en dicha competición internacional. Su organización está a cargo de la Federación Rumana de Tenis.

## Actualidad
En 2008, Rumania enfrentó por primera ronda a Francia como local en Sibiu, sorpresivamente sobre canchad duras. La superioridad del equipo francés fue clara y los rumanos cayeron por 5-0.
En el repechaje enfrentaron como locales a India, esta vez sobre polvo de ladrillo en Bucarest. Los derrotaron por 4-1 aprovechando la poca adaptabilidad de los visitantes a las canchas lentas y permanecerán en el Grupo Mundial en 2009.
En 2009 harán su debut ante Rusia como locales.

### Plantel
| Jugador        | Individuales | Dobles |
| -------------- | ------------ | ------ |
| Victor Hanescu | 2 - 1        | -      |
| Victor Crivoi  | 2 - 0        |        |
| Andrei Pavel   | 0 - 2        | -      |
| Adrian Cruciat |              | 0 - 1  |
| Horia Tecau    | 0 - 1        | 0 - 2  |
| Florin Mergea  |              | 0 - 1  |